# 미키네스섬
미키네스섬(페로어: Mykines, 덴마크어: Myggenæs 뮈게네스[*])은 페로 제도의 섬 중 하나이다.

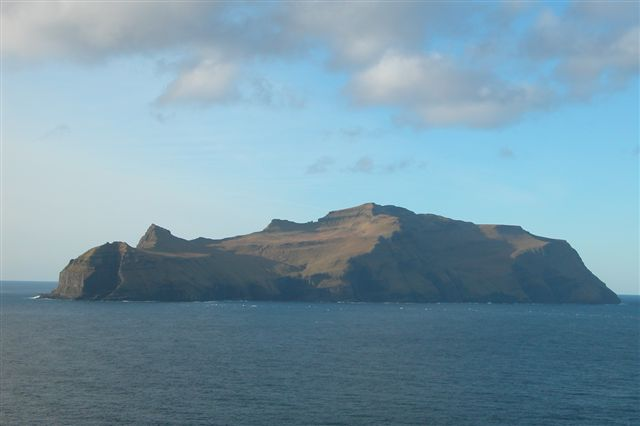
보가르섬에서 바라본 미키네스섬